# Jean Ier Gicquel
Pour les articles homonymes, voir Gicquel.
Jean Ier Gicquel est un prélat breton, il fut évêque de Rennes.

## Biographie
Jean Gicquel est issu d'une noble famille propriétaire des manoirs de Labière en Loutchel et de Ourme en Pleumeleuc. Il serait né à Guer. D'abord trésorier de l'Église de Rennes, il est élu et consacré évêque en 1239. Il confirma en 1247 les chanoines de Montfort dans la possession du patronage de l'église de Bourg-des-Comptes, comme avait fui Josselin de Montauban son prédécesseur. Jean de Joinville nous apprend que cet évêque fit le voyage de la Terre-Sainte en 1250, et qu'il se signala dans les combats des Croisés. Il fit son testament en 1258, le vendredi après l’Épiphanie, et fonda un anniversaire dans son église cathédrale. Sa mort est marquée au 15 janvier dans le nécrologe de la même église.

## Armoiries
D'azur au chevron d'argent chargé de cinq coquilles de sable et accompagné de trois quintefeuilles de même.

Ce sont des Armes à enquerre.

## Source
- Pierre-Hyacinthe Morice de Beaubois, L’Église de Bretagne, 1839.